# Cantón de Plouay
El cantón de Plouay era una división administrativa francesa, que estaba situada en el departamento de Morbihan y la región de Bretaña.

## Composición
El cantón estaba formado por seis comunas:
- Bubry
- Calan
- Inguiniel
- Lanvaudan
- Plouay
- Quistinic

## Supresión del cantón de Plouay
En aplicación del Decreto nº 2014-215 de 21 de febrero de 2014, el cantón de Plouay fue suprimido el 22 de marzo de 2015 y sus 6 comunas pasaron a formar parte del nuevo cantón de Guidel.